# Jack Sibbald
Jack Sibbald (* um 1910; † 20. oder 21. Jahrhundert) war ein kanadischer Badmintonspieler.

## Karriere
Jack Sibbald siegte 1937, 1938, 1939, 1940 und 1941 bei den Ontario Championships. 1935, 1937, 1938 und 1939 wurde er auch nationaler kanadischer Meister. In Ontario gewann er zwei Mixed- und drei Herrendoppeltitel, auf oberster nationaler Ebene drei Titel im Herrendoppel.

## Sportliche Erfolge
| Saison | Veranstaltung                 | Disziplin    | Platz | Name                       |
| ------ | ----------------------------- | ------------ | ----- | -------------------------- |
| 1935   | Kanada: Einzelmeisterschaften | Herrendoppel | 1     | J. Sibbald / L. Coles      |
| 1937   | Ontario Championships         | Herrendoppel | 1     | Jack Sibbald / Joe Zaharko |
| 1937   | Kanada: Einzelmeisterschaften | Herrendoppel | 1     | J. Sibbald / J. Zaharko    |
| 1938   | Ontario Championships         | Mixed        | 1     | Jack Sibbald / K. Bielte   |
| 1938   | Kanada: Einzelmeisterschaften | Herrendoppel | 1     | J. Sibbald / Rod G. Phelan |
| 1939   | Ontario Championships         | Mixed        | 1     | Jack Sibbald / K. Bielte   |
| 1939   | Kanada: Einzelmeisterschaften | Herrendoppel | 1     | J. Sibbald / Rod G. Phelan |
| 1940   | Ontario Championships         | Herrendoppel | 1     | Rod Phelan / Jack Sibbald  |
| 1941   | Ontario Championships         | Herrendoppel | 1     | Rod Phelan / Jack Sibbald  |